# Dplus KIA
Dplus KIA, anteriormente conhecida como DWG KIA e Damwon Gaming (DWG), é uma organização sul-coreana esportes eletrônicos.
Competem pela League of Legends Champions Korea (LCK), o mais alto nível da liga coreana de League of Legends.
Dplus KIA conquistou seu primeiro título da LCK em 5 de setembro de 2020, após derrotar a DRX na Etapa de Verão da LCK de 2020. Oito semanas depois, no dia 31 de outubro de 2020, a Damwon venceu o Campeonato Mundial após uma campanha dominante na fase de grupos e eliminatórias e uma vitória por 3–1 sobre a Suning na grande final.

## História

### 2017
A DAMWON Gaming foi fundada no dia 28 de maio de 2017 pelo fabricante de computadores Damwon após adquirir a equipe Mirage Gaming da Challengers Korea (antecessor da LCK). A escalação inicial da equipe consistia no top laner Lee "Parang" Sang-won, no jungler Kim "Crush" Jun-seo, no mid laner Kim "TRY" Yeong-hoon, no bot laner Cho "BeryL" Geon-hee e no suporte Ryu "Hoit "Ho-seong. Apesar de um início forte e da adição do mid laner Park “CooN” Jae-ha no meio da Etapa de Verão, a Damwon Gaming terminou em 5º lugar na Etapa Regular. A lineup foi posteriormente renovada, com Jang "Nuguri" Ha-gwon, Noh "Alive" Jin-wook e o novato Heo "ShowMaker" Su substituindo Parang, BeryL e TRY, respectivamente. A nova escalação não teve muito sucesso na League of Legends KeSPA Cup de 2017, e então o caçador Son “Punch” Min-hyuk e o bot laner Kim “Veritas” Kyoung-min foram iniciados para a Etapa de Primavera de 2018.

### 2018
Durante a Etapa Regular da primavera, BeryL jogou por pouco tempo pela Damwon Gaming como bot laner antes de trocar para suporte. A Damwon Gaming terminou em 2º lugar na Etapa Regular, mas perdeu para Ever8 Winners na primeira rodada dos playoffs. Crush, Alive e Veritas deixaram a equipe logo depois, e o bot laner Shin "Nuclear" Jeong-hyeon se juntou à equipe para ocupar a posição de bot laner.
A Damwon Gaming dominou a Etapa Regular de verão, terminando em primeiro e perdendo apenas uma série para o Team BattleComics. Mais tarde, a Damwon se classificou para a LCK após derrotar o Team BattleComics na primeira partida de qualificação do torneio de promoção da primavera de 2019.
O jungler novato Kim “Canyon” Geon-bu foi contratado pela equipe antes da League of Legends KeSPA Cup 2018, onde estreou. A equipe foi eliminada na segunda rodada do torneio pela Griffin e terminou em 3º/4º. O top laner Lee “Flame” Ho-jong juntou-se à Damwon Gaming como jogador substituto depois de retornar dos Estados Unidos, onde competiu por dois anos. O bot laner Lee “Aries” Chae-hwan também se juntou ao BBQ Olivers, que a Damwon ajudou a rebaixar no torneio de promoção.

### 2019

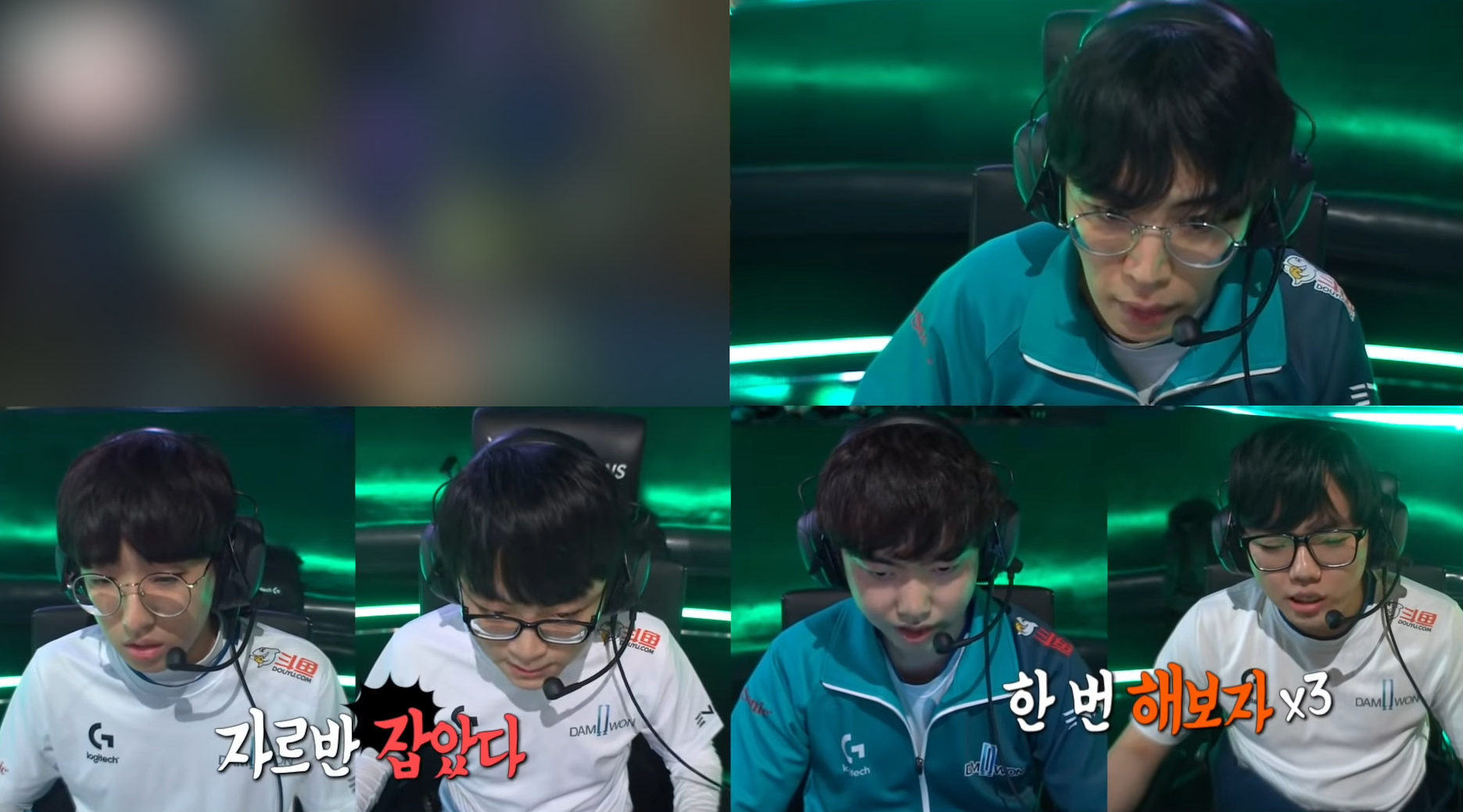
Jogadores DAMWON competindo na LCK Spring 2019

A Damwon Gaming terminou em 5º lugar na Etapa Regular da primavera e em 4º nos playoffs depois de perder a partida pelo terceiro lugar para Kingzone DragonX . Apesar de receber elogios por seu desempenho na Etapa Regular, Flame nunca foi substituído nos playoffs, decisão que rendeu ao time muitas críticas dos torcedores.
A equipe foi uma das quatro equipes da LCK que participaram do Rift Rivals de 2019; a LCK venceu o torneio depois de derrotar a LPL na fase de playoffs. A equipe manteve todo o elenco para a divisão de verão e terminou em segundo lugar na temporada regular e em terceiro nos playoffs, perdendo para a T1 na terceira rodada. A Damwon Gaming mais tarde derrotou Kingzone DragonX na partida final da LCK Regional Finals para se classificar para a Fase de Entrada do Campeonato Mundial de 2019. Esta foi a primeira vez que uma equipe se classificou para a LCK e para o Mundial no mesmo ano.
A Damwon foi sorteada para o Grupo D da Fase de Entrada, junto com a equipe turca Royal Youth e a equipe brasileira Flamengo Esports . A equipe terminou na liderança do grupo invicta, e posteriormente se classificou para o evento principal após derrotar a equipe vietnamita Lowkey Esports em uma das partidas de qualificação.
A DWG também foi sorteada para o Grupo D do evento principal, junto com a Invictus Gaming da China, a Team Liquid dos Estados Unidos e ahq eSports Club de Taiwan. A equipe mais uma vez terminou na liderança do grupo, mas foi eliminada do torneio pelo G2 Esports da Alemanha nas quartas de final.
DRX (anteriormente Kingzone DragonX), que introduziu vários novatos no seu elenco antes da League of Legends KeSPA Cup 2019, eliminou a Damwon do torneio nas quartas de final.

### 2020
Apesar do desempenho na LoL KeSPA Cup 2019, o elenco da Damwon foi mantido até a Etapa de Primavera da LCK de 2020. Mais tarde, a DWG adicionou Jang “Ghost” Yong-jun, um jogador do AD Carry, ao seu elenco em fevereiro. A equipe terminou em 5º lugar na Etapa Regular e em 4º lugar nos playoffs, caindo para a DRX mais uma vez em uma série acirrada. A Damwon Gaming foi uma das três equipes da LCK que participaram da Mid-Season Cup de 2020 (torneio que substituiu o Mid-Season Invitational de 2020 que foi cancelado por restrições da Pandemia de COVID-19); a equipe não saiu da fase de grupos e terminou em 5º/6º.
Sem fazer nenhuma alteração no elenco mais uma vez, Damwon ficou em 1º lugar na Etapa Regular de verão, com apenas duas derrotas na série, se classificando para as finais de verão. A DWG varreu a DRX nas finais e conquistou seu primeiro título da LCK em 5 de setembro.
Em 31 de outubro, a Damwon Gaming derrotou Suning por 3–1 nas finais do Campeonato Mundial de 2020 para se tornar campeã mundial.
A Damwon Gaming anunciou no final de dezembro a parceria com Kia Motors e seria renomeada como DWG KIA antes da LCK 2021.

### 2021

Logotipo DWG KIA(2021–2022)

Na temporada de 2021, Damwon Kia fez mudanças em seu elenco, promovendo um de seus jogadores do academy, Kim “RangJun” Sang-joon como seu midlaner, compartilhando a posição com ShowMaker. Eles também substituíram seu top-laner Nuguri por Kim "Khan" Dong-ha quando ele saiu para FPX. Mesmo assim, eles venceram a LoL KeSPA Cup 2020 em 2 de janeiro de 2021, vencendo Nongshim RedForce nas finais.
Damwon Kia terminou a Etapa Regular de 2021 da primavera em 1º lugar com um recorde de 16–2. Eles foram classificados às semifinais dos playoffs contra HLE, vencendo e se classificando para sua segunda final da LCK. Eles enfrentaram a Gen.G nas finais dos playoffs da primavera de 2021, em 10 de abril, encerrando a série com uma virada contra seus adversários . Isso deu a Damwon seu segundo título da LCK, garantindo sua classificação para o Mid-Season Invitational 2021.
Damwon Kia terminou a fase de grupos com um recorde de 5-1 com uma derrota contra o Cloud9 na fase de grupos do MSI 2021. Eles foram para a Fase de Pontos, caindo 2 jogos para a Royal Never Give Up, terminando com um recorde de 8-2. Isso deu a eles a 1ª cabeça de chave indo para os playoffs e eles escolheram a MAD Lions como seu adversário nas semifinais, conseguindo vencê-los por 3–2 e garantindo uma vaga na final do Mid-Season Invitational 2021 em 23 de maio, enfrentando novamente a RNG, a mesma equipe contra a qual perdeu dois jogos na Fase de Pontos. A Damwon Kia acabou perdendo a série por um placar apertado de 3–2, entregando a Royal Never Give Up seu segundo título MSI.
Damwon Kia continuou na sua boa fase durante a Etapa de Verão de 2021, tendo um recorde de 12-6 na Etapa Regular, antes de derrotar T1 por 3–0 nas finais para garantir uma vaga no Campeonato Mundial de 2021.  Eles terminaram a fase de grupos com uma campanha perfeita de 6–0, dominando completamente toda a competição. Na fase de quartas de final, eles enfrentaram a MAD Lions, vencendo por 3 a 0, mantendo a série perfeita. A excelente fase seria encerrada nas semifinais por uma equipe coreana, três vezes campeã mundial, a T1, que se tornaria a primeira equipe a tirar jogos da Damwon, mesmo que a DWG tenha vencido a série por 3–2.  Na partida final, eles enfrentaram a chinesa Edward Gaming, e foram derrotados em uma série muito apertada por 3–2.

### 2022
A equipe passou por várias mudanças antes do início da temporada, com Ghost e BeryL deixando o elenco, enquanto Khan anunciou sua aposentadoria do profissional por conta do serviço militar obrigatório na Coreia do Sul. Para substituí-los, a equipe contratou Seo "deokdam" Dae-gil e Kim "Kellin" Hyeong-gyu da Nongshim RedForce, juntamente com os top laners Noh "Burdol" Tae-yoon e Yoon "Hoya" Yong-ho. Damwon terminou em 3º na Etapa Regular da primavera de 2022 com um recorde de 11–7. Durante os playoffs, a equipe varreu Fredit Brion nas quartas de final antes de perder por 2–3 para Gen.G nas semifinais, terminando em 3º/4º no geral.
Em abril de 2022, a DWG KIA anunciou o retorno de Nuguri, enquanto Hoya deixou o elenco ativo um mês depois. A equipe teve um desempenho semelhante a Etapa de Primavera, terminando em 4º após uma derrota contra a T1. Devido aos seus resultados combinados, o DWG KIA se classificou para a LCK Regional Finals, onde garantiu a terceira seed para o Campeonato Mundial de 2022 ao derrotar Liiv SANDBOX. Eles terminaram em 2º em seu grupo, eliminando Evil Geniuses e G2 Esports, antes de perder sua partida de quartas de final contra a Gen.G.

## Títulos
| Torneio                                 | Edições    |
| --------------------------------------- | ---------- |
| LCK Regional Finals                     | 2022, 2019 |
| League of Legends Champions Korea (LCK) | 2020, 2021 |
| League of Legends World Championship    | 2020       |
| League of Legends KeSPA Cup             | 2020       |